# 坂井厚太
坂井 厚太（さかい こうた、1976年3月23日 - ）は映画監督、脚本家、演出家、である。
北海道出身。自主製作の「卵の割れ方」で初監督。主にショートフィルムなどの作品を手掛ける監督である。

## 作品リスト

### 映画
- 卵の割れ方（2003年）
- カノヨウニ（2006年）

| スタブアイコン | サブスタブ | この項目は、まだ閲覧者の調べものの参照としては役立たない、人物に関連した書きかけの項目です。この項目を加筆・訂正などしてくださる協力者を求めています（P:人物伝/PJ:人物伝）。 |